# 福清市
福清市（闽语闽东片福清话：Hók-chiăng-chê）位于福建东部沿海，为中国福建省下辖县级市，由福州市代管，简称“融”，雅称 “玉融”，因城南玉融山而得名。
福清市为中国极具实力的县市之一，为首批全国“综合改革试点县市”、全国“村镇建设试点县市”，综合竞争力福建省各县（市）的第二位，2022年度全国综合实力百强县市第14位。

## 地名由来
唐圣历二年（699年）置县，称万安县，天宝元年（742年）改为福唐县，五代后唐长兴四年（933年）始称福清县，系取自“山自永福来，水自清源里”中各一字为“福清”。据《大明一统名胜志·福建福州府志胜》卷二说：“旧记以山自永福来，溪自清源里，故名。”

## 历史沿革
福清历史悠久。根据目前的考古发掘，福清的东张新石器时期就有人类活动。

### 设县前
夏商时，属扬州（非今日之扬州市）。秦时期属闽。汉始元二年（前85年）属会稽郡冶县，建安元年（196年）属侯官县。晋太康三年（282年）属晋安郡原丰县。梁天监年间属东部侯官。隋开皇九年（589年）改称原丰县，十二年称闽县，均属泉州都督府。唐武德六年（623年）属泉州都督府长乐县。

### 唐
武周圣历二年（699年）析长乐县南部八乡，置万安县，属泉州都督府。唐天宝元年（742年）县治有福唐里，取“造福唐朝”之意，改名福唐县，属江南东道长乐郡。

### 五代
后梁开平二年（908年）改为永昌县；后唐同光元年（923年）复名福唐县，均属福州都督府。闽龙启元年（933年）以“山自永福里，水自清源里，会于治所”，改福清县，属长乐府。

### 元明清
元元贞元年（1295年）以户满四万，升为福清州，属福建行省福州路。明洪武二年（1369年）降州为县，属福建行省福州府。清嘉庆三年（1798年）析海坛岛地置平潭厅。

### 民国
民国元年（1912年）废府，属东路道、闽海道。十四年，废道省直辖。 二十二年（1933年），中华共和国期间，属闽海省。次年，隶福建省第一行政督察区。二十五年（1936年），南日特种区直属省辖，脱离福清。民国三十六年（1947年），直属省辖。

### 中华人民共和国
1949年，福清属林森专区管辖。1956年，属晋江专区。1959年，属闽侯专区。1971年，改属莆田地区。1983年，属福州市管辖。1990年12月26日，国务院批准撤县立市，次年5月5日正式挂牌。

## 地理
福清位于福州东南部，福建中部沿海。全境分大陆、半岛和岛屿三个部分。总面积2,429.76平方千米，其中陆地1,518.24平方千米，平原总面积为375平方千米，海域911.52平方千米，大小岛礁866个。市中心纬度： 25°43'21.85"N ， 经度：119°22'38.29"E。东部与平潭县相望，南部莆田市涵江区，西部与永泰县，北部与福州市长乐区和闽侯县分别接壤，全境地势西高东低。福清境内最高峰是西北部一都镇的古崖山尾，海拔1,003米。海岸线漫长曲折，北起城头镇，南至新厝镇，总长348公里，多属基岩海岸。

### 地形地貌
福清市地勢由西北向東南傾斜，長樂—南澳大斷裂帶大致經融城至漁溪斜貫中部。西北部屬戴雲山脈東向支脈，多低山丘陵，山間谷地有洪積—沖積平原；東南部以台地、低丘爲主，融城—海口，及江鏡、漁溪爲沖積—海積平原；南部龍高半島楔入福清灣、興化灣中。海岸爲具有沙泥灘的回升侵蝕漏鬥型低丘、台地岩岸，島嶼100多個，港灣衆多。福清城市市區所轄範圍，主要爲低山丘陵，適宜建設用地集中于谷內洪積—沖積平原。
在古地质时代，福建与台湾之间的海峡曾经是隆起并相连的陆桥，而福清半岛亦为此陆桥的一部分。上古时代的生物包括古人类通过此陆桥进入台湾，当陆桥沉没成为海峡时，台湾成为一个岛。福清半岛岩层里的珊瑚等古生物痕迹见证着沧海桑田的变迁。

### 氣候
福清地处亚热带，南近北回归线，受海洋影响很大，属海洋性亚热带季风气候。夏长而无酷暑，较内陆凉爽；冬短且少严寒，又暖于内陆。年均气温18.8℃，年均无霜期365天，年均降雨量1,525毫米。冰雪罕见，降水丰富。夏季风和台风是主要的降水来源，雨量大但集中在夏季，素有十年九旱之称。中华人民共和国成立后建成的东张水库对缓解旱情有积极意义。
福清年雨量充沛，雨季、旱季分明，各季氣候均有明顯特征。每年3～6月降雨頻繁。春雨季（3～4月）天氣多變化，時有春寒出現；梅雨季（5～6月）陰雨連綿，升溫緩慢，濕度大。梅雨後期暖濕空氣勢力不斷增強，多雷陣雨 天氣，大雨、暴雨常出現在梅雨高峰期。盛夏台風、雷陣雨季（7～9月）以晴熱天氣爲主，常出現夏旱，也時有雷陣雨，往往連續三天出現在午後到上半夜，俗稱三晡雨。影響福清的台風大部分出現在這一季節，台風帶來的大風、暴雨常造成災害。但台風降水又在一定程度上減輕，乃至解除夏秋旱情，少台風年經常旱情嚴重。10～12月中旬初爲從夏到冬的過渡季節，多晴天，濕度小，氣溫高于春季，冷暖宜人，但少雨多旱。12月中旬末至次年2月爲冬季風全盛時期，冷空氣頻繁南下侵襲，強冷空氣影響時沿海一般有大風，並時常伴有短時降水。但因來自北方大陸的冷氣團所含水汽較少，所以雨量不多。冷鋒過境後，受冷高壓控制，天氣一般晴冷。從10月到次年2月是少雨季節。

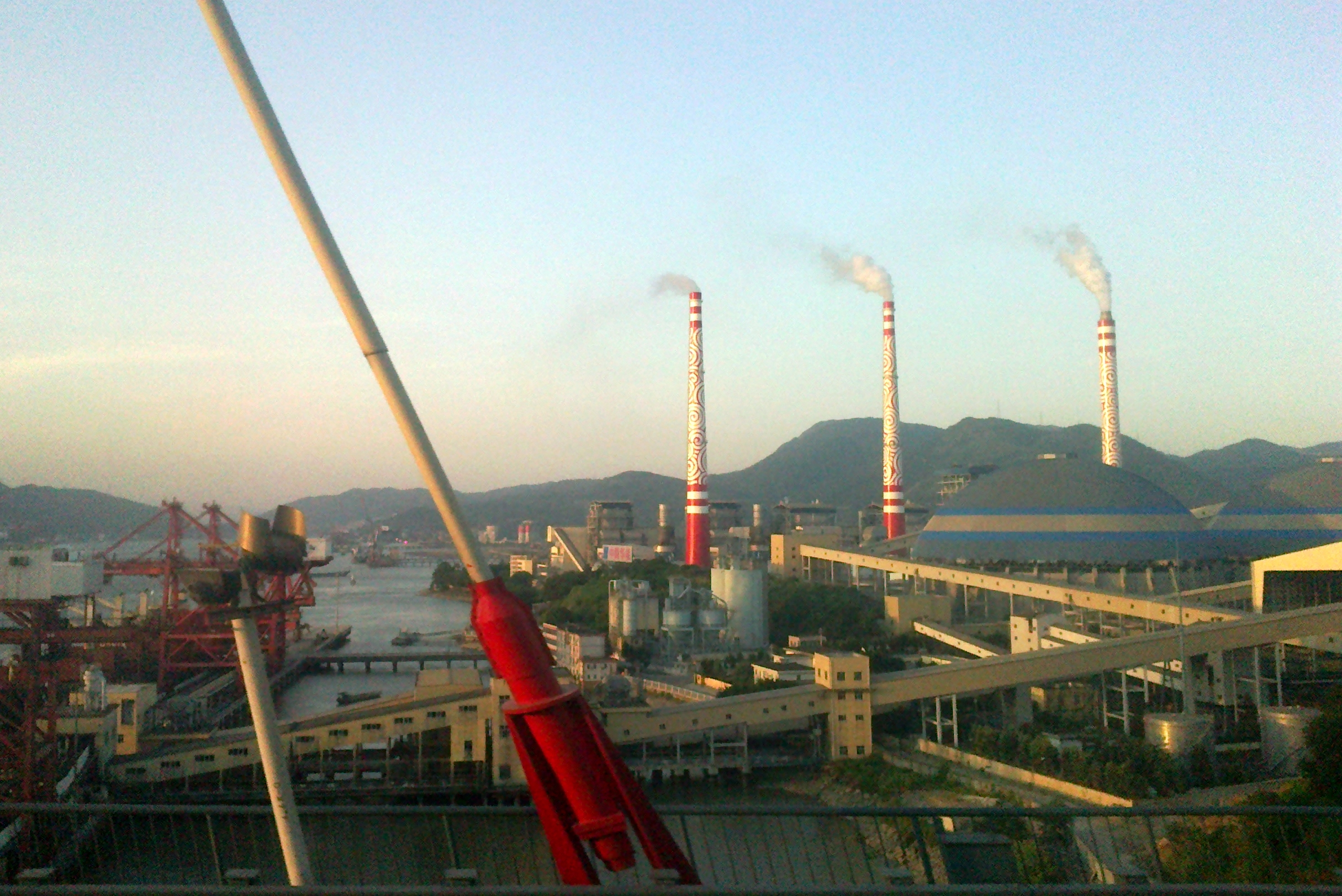
福清远处眺望

| 福清(平均數據1991–2020 極端數據1981至今)  | 福清(平均數據1991–2020 極端數據1981至今) | 福清(平均數據1991–2020 極端數據1981至今) | 福清(平均數據1991–2020 極端數據1981至今) | 福清(平均數據1991–2020 極端數據1981至今) | 福清(平均數據1991–2020 極端數據1981至今) | 福清(平均數據1991–2020 極端數據1981至今) | 福清(平均數據1991–2020 極端數據1981至今) | 福清(平均數據1991–2020 極端數據1981至今) | 福清(平均數據1991–2020 極端數據1981至今) | 福清(平均數據1991–2020 極端數據1981至今) | 福清(平均數據1991–2020 極端數據1981至今) | 福清(平均數據1991–2020 極端數據1981至今) | 福清(平均數據1991–2020 極端數據1981至今) |
| 月份                                      | 1月                                      | 2月                                      | 3月                                      | 4月                                      | 5月                                      | 6月                                      | 7月                                      | 8月                                      | 9月                                      | 10月                                     | 11月                                     | 12月                                     | 全年                                     |
| ----------------------------------------- | ---------------------------------------- | ---------------------------------------- | ---------------------------------------- | ---------------------------------------- | ---------------------------------------- | ---------------------------------------- | ---------------------------------------- | ---------------------------------------- | ---------------------------------------- | ---------------------------------------- | ---------------------------------------- | ---------------------------------------- | ---------------------------------------- |
| 历史最高温 °C（°F）                       | 27.0 (80.6)                              | 29.3 (84.7)                              | 30.2 (86.4)                              | 31.2 (88.2)                              | 33.0 (91.4)                              | 35.1 (95.2)                              | 36.4 (97.5)                              | 37.2 (99.0)                              | 37.1 (98.8)                              | 33.7 (92.7)                              | 30.8 (87.4)                              | 27.6 (81.7)                              | 37.2 (99.0)                              |
| 平均高温 °C（°F）                         | 15.3 (59.5)                              | 15.8 (60.4)                              | 18.4 (65.1)                              | 22.9 (73.2)                              | 26.7 (80.1)                              | 29.8 (85.6)                              | 32.6 (90.7)                              | 32.4 (90.3)                              | 30.2 (86.4)                              | 26.1 (79.0)                              | 22.1 (71.8)                              | 17.5 (63.5)                              | 24.2 (75.5)                              |
| 日均气温 °C（°F）                         | 11.7 (53.1)                              | 12.0 (53.6)                              | 14.3 (57.7)                              | 18.8 (65.8)                              | 23.0 (73.4)                              | 26.4 (79.5)                              | 28.9 (84.0)                              | 28.6 (83.5)                              | 26.7 (80.1)                              | 22.8 (73.0)                              | 18.9 (66.0)                              | 14.1 (57.4)                              | 20.5 (68.9)                              |
| 平均低温 °C（°F）                         | 9.4 (48.9)                               | 9.5 (49.1)                               | 11.6 (52.9)                              | 15.9 (60.6)                              | 20.3 (68.5)                              | 24.1 (75.4)                              | 26.2 (79.2)                              | 26.0 (78.8)                              | 24.2 (75.6)                              | 20.4 (68.7)                              | 16.6 (61.9)                              | 11.7 (53.1)                              | 18.0 (64.4)                              |
| 历史最低温 °C（°F）                       | 0.5 (32.9)                               | 1.3 (34.3)                               | 0.3 (32.5)                               | 6.7 (44.1)                               | 11.0 (51.8)                              | 15.9 (60.6)                              | 20.5 (68.9)                              | 21.5 (70.7)                              | 16.0 (60.8)                              | 10.9 (51.6)                              | 6.2 (43.2)                               | −0.3 (31.5)                              | −0.3 (31.5)                              |
| 平均降水量 mm（）                         | 47.0 (1.85)                              | 75.9 (2.99)                              | 113.2 (4.46)                             | 126.4 (4.98)                             | 169.4 (6.67)                             | 296.8 (11.69)                            | 177.2 (6.98)                             | 252.7 (9.95)                             | 157.7 (6.21)                             | 53.5 (2.11)                              | 41.7 (1.64)                              | 37.8 (1.49)                              | 1,549.3 (61.02)                          |
| 平均降水天数（≥ 0.1 mm）                  | 7.8                                      | 10.9                                     | 15.1                                     | 14.3                                     | 16.0                                     | 15.5                                     | 10.3                                     | 13.0                                     | 11.5                                     | 6.5                                      | 7.0                                      | 7.2                                      | 135.1                                    |
| 平均相對濕度（％）                        | 71                                       | 74                                       | 75                                       | 76                                       | 78                                       | 81                                       | 77                                       | 77                                       | 74                                       | 69                                       | 70                                       | 68                                       | 74                                       |
| 月均日照時數                              | 103.2                                    | 91.0                                     | 103.2                                    | 117.8                                    | 127.1                                    | 143.6                                    | 233.3                                    | 208.9                                    | 170.7                                    | 159.0                                    | 115.2                                    | 113.9                                    | 1,686.9                                  |
| 可照百分比                                | 31                                       | 29                                       | 28                                       | 31                                       | 31                                       | 35                                       | 56                                       | 52                                       | 47                                       | 45                                       | 36                                       | 35                                       | 38                                       |
| 来源：China Meteorological Administration |                                          |                                          |                                          |                                          |                                          |                                          |                                          |                                          |                                          |                                          |                                          |                                          |                                          |

### 水文
福清境內河流多獨流入海，主要有龍江：幹流62千米，流域538平方千米，支流太城溪、虎溪（蘆溪）、大北溪、交溪和獲蘆溪支流風迹溪（三叉河），大樟溪流域的一都溪（龍嶼溪）。還有漁溪、迳江、大壩溪、沾澤河。主要湖泊有沁塘湖、占澤湖；人工湖有東張水庫（水面15平方千米）、建新、東臯、占壩水庫。

### 土壤
福清地體多火山岩系構成，山丘起伏，氣溫高，雨量多，但分布不均勻。植被東南差，西北較好。形成以紅壤、水稻土 、鹽漬土爲主的3種土壤類型。其中以紅壤爲最多，水稻土次之，再是鹽漬土。紅壤的發育程度不盡相同，又可分爲准紅壤和灰化紅壤兩個亞類。水稻土中由于以水分爲主的供給情況不同，引起土壤發育上的差異，又可分爲潴育性水稻土和潛育性水稻土兩亞類。此外還有沖積土、黃壤。

## 行政

### 行政区划
全市辖7个街道办事处、17个镇、2个华侨农场（类似乡级单位）及443个行政村。
玉屏街道、龙山街道、龙江街道、宏路街道、石竹街道、音西街道、阳下街道、海口镇、城头镇、南岭镇、龙田镇、江镜镇、港头镇、高山镇、沙埔镇、三山镇、东瀚镇、渔溪镇、上迳镇、新厝镇、江阴镇、东张镇、镜洋镇、一都镇、江镜华侨农场和东阁华侨农场。

## 人口
2022年，福清市常住人口数为141万人，其中城镇人口75.858万人。户籍人口140.0232万人，其中男性72.0922万人。
根据2020年第七次全国人口普查，全市常住人口为139萬487人，同第六次全国人口普查相比，十年共增加15萬5,649人，增长12.60%，年平均增长率为1.19%。男性人口为71萬3,892人，占51.34%；女性人口为67萬6,595人，占48.66%。0-14岁人口为26萬9,180人，占19.36%；15-59岁人口为89萬1,777人，占64.13%；60岁及以上人口为22萬9,530人 占16.51%，其中65岁及以上人口为16萬905人，占11.57%。

### 出国与移民热潮
福清市是中国著名侨乡，拥有海外华人华侨160万，分布在世界155个国家和地区。
福建三面环山，受武夷山脉险峰峻岭阻挡，长期以来与外界有某种“隔离”状态；而东临大海，与台湾隔海相望，网开一面，则通向世界各地。福清人出海打拼有着悠久的历史传统，早在宋末元初就有人到海外谋生创业。1949年以前的福清移民主要分布在印度尼西亚、马来西亚、新加坡和日本。
改革开放后，老一辈移民中获得成功的企业家纷纷以华侨身份返乡，成为亲友的资助者及修路办学的捐献者。年轻一辈的福清人则以各种合法或不合法的途径大批移民至发达国家。移民潮至2000年左右中国大陆经济开始高速发展后有所放缓，但仍不绝如缕。 
20世纪90年代初的福清移民主要集中于日本，2000年后则为欧洲国家，尤其是英国。还有其他一些与中国来往较少的国家及地区亦为其移民及淘金目的地，例如不少福清人在南美洲的阿根廷等国家经营超市和餐馆，在厄瓜多尔等拉美国家经营服装行业，甚至有不少活动于俄罗斯、喀麦隆、阿尔及利亚等地。

## 交通

### 公交
福清公交公司：801、802、803、805、806、807、808、809、810、811、815、816、817、818、819、822、823、825、826、827、828、830、831、832、833、850、851、852、855路等
闽运公交公司：901、902、905、906、907、908、909、910、911、912、913路等

### 环城快速路
全长28公里，主路双向六车道，时速80公里：辅路双向四车道，时速40公里。北环为汽车专用线，西环为福政大道，东环为融宽环路，南环为龙江南路。串联城区七个街道，环内城区面积近70平方公里。

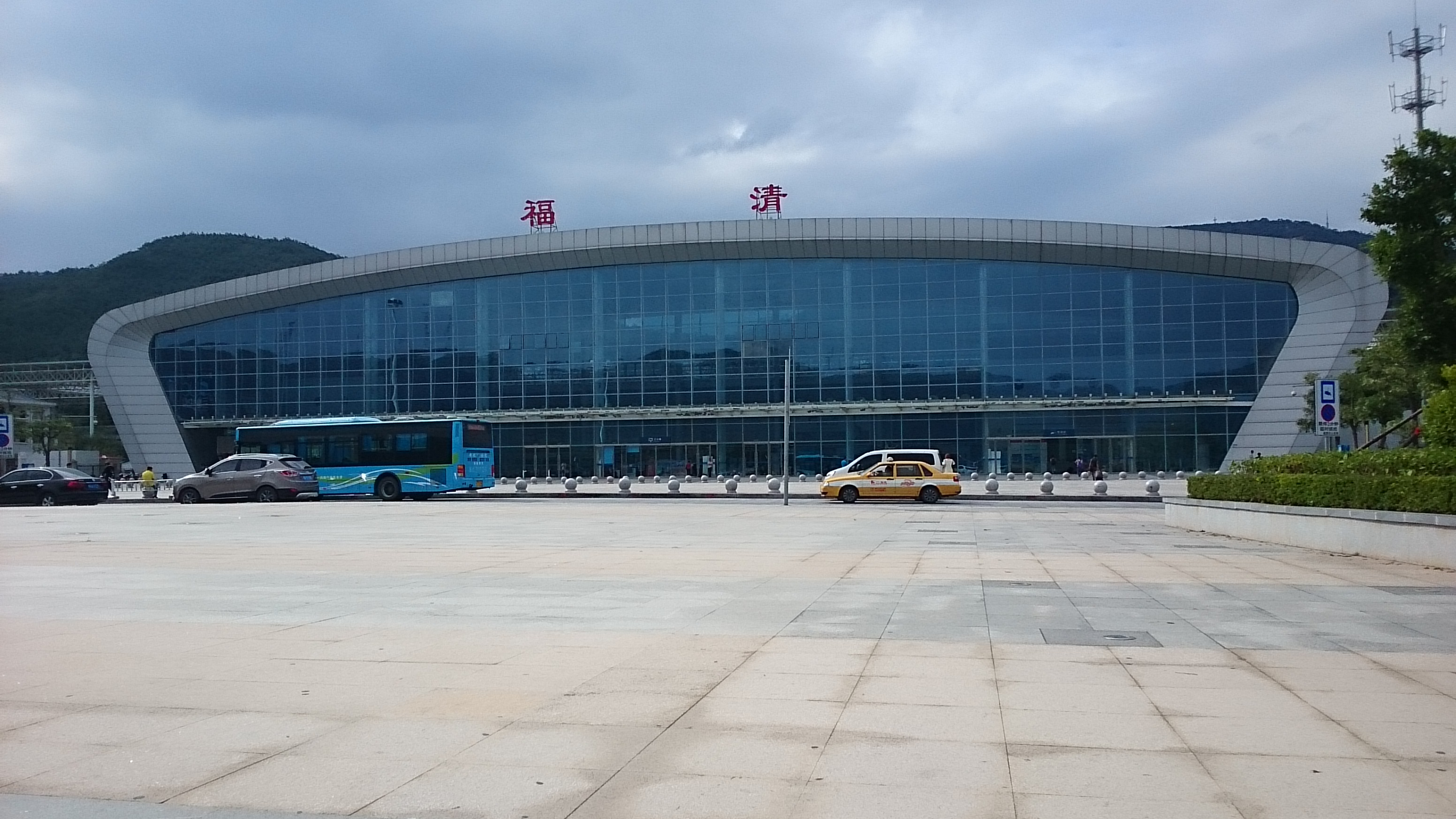
福清火车站（2014年）

### 航空
- 福清通用航空机场
- 龙田军用机场

### 高速铁路
属南昌铁路局福州动车段
福厦铁路：福清站、渔溪站（预留）
福厦客运专线：福清西站

### 高速公路
- 沈海高速
- 宁漳高速
- 连江支线

### 国道
- 104国道
- 228国道
- 324国道
- 534国道

### 省道
- 201省道
- 305省道

### 县道
| - 171县道 - 172县道 - 173县道 | - 174县道 - 175县道 - 176县道 | - 177县道 - 178县道 |

### 港埠
- 江阴港
- 松下港元洪码头

## 文化习俗

### 福清春节习俗
过春节，福清人称为“做年”，是福清民间最重要的节日。
福清春节的民俗活动就从“筅堂”（拂尘）开始。在农历十二月廿三日至三十日间择吉选一单日，捆扎新砍的竹枝为帚，拂去房子内顶棚的灰尘，洒扫庭院，洗涤家具器皿，住宅打扫得干干净净。筅堂日全家吃一餐猪血“调”薯粉，据说猪血有去秽除尘作用，把筅堂时吸入体内的尘污也清除干净。福清民间还有祭灶的民俗。
腊月廿四日民间定为祭灶日，这天家家户户备好灶糖灶饼果品蜜饯等供祭家庭保护神灶君，送灶君回天庭述职，叫做送神。
第二年正月初四晚饭后，再备上香烛果品接灶君回来就任，叫接神。现在虽然不在厨房贴灶君图，但这一习俗还是沿袭下来，它表达了人们祈求平安顺利的良好愿望。 送完灶君后，开始了“送年”活动。福清素来把女婿当作“半子”。
每年腊月廿五起，女婿要备好年货送到岳父母家，这叫做“送年”，新婚的头年，女婿必须备猪蹄一双，线面五斤，五素五荤十件礼仪，用食盒装好，贴上红纸，亲自送到岳父岳母家。第二年以后，礼仪件数可不拘，但必须避开“四”的忌讳。
农历十二月廿八以后，家家户户都要贴春联。这个习俗全国都一样，但福清的春联也有与众不同的地方，它在红联身上加了一段白联头。这种习俗据说源于明嘉靖四十一年除夕，当时倭寇入侵福清，百姓刚贴完春联来不及吃年夜饭便逃命而去，等戚继光率军击溃倭寇才回来，有些人不幸蒙难，丧家就改贴绿色素联，亲戚朋友为了表示哀悼，就在对联上加贴白联头致哀。这白联头红联身一是表示全家平安，二则反映福清自古就有乡里敦睦，和衷共济的纯朴民风。
分年是福清春节期间的重要民俗活动，家家户户都在除夕前一天入夜后举行发年仪式。分年是人们在一年取得收成后祭拜天地神，祭拜祖宗的宗教仪式，沿袭下来便成了风俗。先备八果三牲祭天地，接着加上二荤祭保护神，最后备十素十荤祭祖宗。分年要焚香放鞭炮，意即上达天庭，下告地府。这些仪式虽有迷信色彩，但却表达了福清人尊敬祖宗的美德。现在福清仍流行分年习俗，多数家庭都备些果品香烛祭供祖宗，以表子孙敬祖的孝心。 
除夕夜，福清有守岁的风俗。除夕夜一家老少围坐着吃团圆饭。年夜饭都凑成十碗十盘，取名十全十美之意。饭后长辈向未成家的晚辈送压岁钱，家庭主妇“装岁饭”，切好初一早上用的蔬菜鱼肉，全家人在家长率领下洒扫庭院添满水缸。以前民间还有“煨火母”的风俗，表示灶火延续、家庭兴旺的意思。最后家长添油点灯，带领全家围坐一起，促膝谈心，直到天明，这便是守岁。正月初一亲朋好友间相互拜年，这是全国都有的风俗，但福清初一拜年又有许多不同的风俗。福清人自古勤劳，初一都争先恐后起早，取“初一起得早，全年都起早”之意。初一早家家户户煮线面，人人都吃线面，还配上太平蛋一双，祈求“福寿绵长，太平如意”。
民间还有第一口吃蛋而不喝汤的风俗，说是第一口喝汤出门便逢雨。吃完蛋后便出去拜年，主人或主妇须留一人在家接待来拜年的客人。拜年时客人向主人作揖，祝主人万事如意，合家平安。主人也作揖回贺，请客人进门，向客人敬烟请糖。路上遇到熟人，无论友善与否，一律点头致意，或作揖互贺。
初一这天禁忌多，如忌扫地，怕扫掉财运；忌操刀，怕不慎伤了皮肉不吉利；忌讲晦气话，怕言语相左伤了和气；忌打小孩，怕哭声不祥，这天小孩最高兴不过，有什么要求，大人多满足他们；忌讨债认为喜庆日子不难为别人，体现福清人宽怀仁爱的美德。
拜初二是福清独有的风俗，也称拜新座或開初二。凡上一年有成年人逝去的家庭，都在初二这天设灵座让亲友吊唁。拜初二这一习俗也与倭患有关，据说明末倭寇入侵，人们逃难而去。待戚继光率兵击溃倭寇，逃难的人们回来过年，初一见面互道平安，第二天便到死难者家中吊唁，沿袭下来，成了风俗。因此福清民间初二是不能上人家的门，会被认为带去晦气，当然拜新座不在此限。 福清南部操莆仙方言的地区，如新厝镇，还有初五做“大岁”的风俗。据说当年人们逃倭患时，无法回乡过春节，直到戚继光击溃倭寇后，人们才返回家园，初过除夕，凡有幸生返者都赶在正月初五回家做“大岁”。

### 福清元宵节习俗
元宵节也叫“元夕节”、“灯节”、“灯夕”，在中国已有2000多年历史。
按照古代习惯，“元”指月亮正圆，一年之中有所谓“三元”：正月十五称为“上元”，七月十五称为“中元”，十月十五称为“下元”。由于正月十五日是一年中第一个月圆之夜，也是一元复始、大地回春之夜，因此元宵节又称为“上元节”。因元宵节与春节相隔仅几天，余兴未尽的人们便把这个节日看作是春节的延续、春节娱乐活动的又一个高潮。
各地关于元宵节由来的说法很多：
1. 元宵节是汉文帝为纪念“平吕”而设，因为平息吕氏之乱是正月十五；
2. 元宵节是人们为庆祝一年中的第一次月圆之夜而设；
3. 元宵节起源于“火把节”，汉代民众在乡间田野持火把驱赶虫兽，祈祷获得好收成。

全国各地都有过元宵节的风俗，但福清还是有自己的一些特色。主要习俗有：吃元宵、猜灯谜、烧瓦塔、闹花灯、舞龙、舞狮、踩高跷、排鳌山、行舟、搭台阁、过利桥、迎神、闹社火等。
- 吃元宵圆：元宵圆又叫汤圆。吃元宵是元宵节活动的一个项目。正月十五日晚上，每家每户都煮元宵圆当小点，全家人围在一起吃汤圆。月圆、人圆、元宵圆，呈现出安居乐业、团圆幸福的新景象。元宵圆由糯米制成，或实心，或带馅。馅有芝麻、豆沙、白糖、花生等。食用时煮、煎、蒸、炸皆可。起初，人们把这种食物叫“浮圆子”，后来又叫“汤团”或“汤圆”。由于这些名称和“团圆”字音相近，象征全家人团团圆圆、和睦幸福。人们也以此怀念离别的亲人,寄托对未来生活的美好愿望。
- 猜灯谜：猜灯谜是中国独有的富于民族风格的一种文学形式，在元宵节十分盛行。因其既能启迪智慧又饶有兴趣，深受老百姓欢迎。每逢元宵节，猜灯谜成为不可缺少的文娱活动形式。
- 闹花灯：从前每逢元宵节，都要举办各种灯会、灯展。城乡张灯结彩，千姿百态的花灯争相辉映，极为壮观。因灯有“光明”与“添丁”的涵义，张灯就蕴含前程光明、男丁兴盛之意。
- 舞龙：舞龙是中国独具特色的传统民间娱乐活动。经过民间艺人的不断加工创造，舞龙（尤其龙高半岛的舞板凳龙）已发展成为一种形式完美、具有相当表演技巧和带有浪漫主义色彩的民间舞蹈艺术。今年，舞板凳龙习俗入列福州市非物质文化遗产名录，因此三山、港头、高山、东瀚4个镇的舞板凳龙活动将更加热闹，更受关注。
- 舞狮：舞狮是一项传统的民间体育活动，也是福清民间节日喜庆舞蹈之一。起源于三国，盛行于南北朝。舞狮时，武士手持彩球逗引，狮子一会儿搔痒、舐毛、打滚，一会儿抖毛、跳跃、跌扑，一会儿登高、腾转、踢球，深受老百姓喜爱。
- 踩高跷：踩高跷原是中国古老的民间舞蹈。盛行于唐宋时的北方地区。化了装的表演者足踩三四尺高的木跷，手执扇子，进行有节奏的舞动,趣味盎然。但这种活动在福清并不盛行，基本没有自己的特色。
- 行舟：行舟也叫做跑旱船、采莲船，是福清民间节日喜庆活动之一。舟船多用竹、木扎成，外蒙彩布，饰以流苏、绸花，绣上水纹等。舞时，套系在舞者的腰间，如坐船之状。男演员饰老生，童颜鹤发，手持木桨，女演员扮船女。两人或翩翩起舞，或款款曼歌，如舟行水面，轻快舒畅，趣味无穷。
- 搭台阁：搭台阁是福清民间节日、庆典时举行的舞蹈活动之一。从前，在一个约5尺见方的活动舞台上，装上镂花栏杆、布景、灯光，台中央固定一个铁架，架上可立人，由少男少女三五人，打扮成戏剧人物，站立其上，另由4到8人抬着台阁上街游行。台阁所扮演的多为群众所熟悉的戏剧故事和人物，如桃园结义、三顾茅庐、哪吒闹海、孟母三迁等。
- 过利桥：旧时，元宵节当天晚上，城区周边各界人士都参加过利桥活动。利桥就是瑞云塔之下的龙首桥。人们元宵之夜到瑞云塔登高赏景之后，多半要到利桥上凭栏观赏龙江上的游船。过利桥习俗被老百姓当作吉利之举。旧时深受种族礼节约束，平日足不出户的妇女。
- 闹社火：如今，福清还遗留闹社火的古风。闹社火是从正月十一日上彩日开始，直到月底。各乡里、各村境都有自己的社日。社日这天晚上，社头将平日准备好的节目编成顺序，演员装扮成各种角色，分乘交通工具穿街过村，让老百姓观看，俗称“出游”。社火的规模大小，一般显示该村社的兴旺程度。闹社火风俗活动曾一度销声匿迹，近年来又走入老百姓的视野，内容也更加丰富，并逐渐演变成各乡村庆贺一年成就的文艺踩街活动。新厝镇受到莆仙文化的影响，闹社火（当地叫做“摆头尾座”）习俗规模宏大，十分隆重，从正月初十就开始张罗，全村男女老少齐出动，正月十五达到了高潮。

### 祭灶公
福清人称灶神为灶君或灶公，祭灶神也称祭灶公，或简称祭灶。祭灶公在农历十二月廿三进行。这意味着年庆活动正式拉开序幕，所以也叫过小年。
民间相传，玉皇大帝派灶神到人间负责管理各家的灶火，监督每家每户的行为善恶，封其为“九天东厨司命灶王府君”。灶神每年农历正月初四到任，年末十二月廿三日任满，次日即离任启程上天向玉帝禀报，相当于我们现在的年终工作汇报，或者述职。旧时，差不多家家灶间都设有“灶王爷”神位。人们称这尊神为“司命菩萨”或“灶君司命”。福清人也一样，灶神也被视作一家的保护神而受到崇拜。据说，早年福清人在厨房设有灶公龛，中间供上灶公的神像。灶公龛笔者未曾见到，只见到有人将灶公画像直接贴在墙上；有的人家没有画的神像，就贴张红纸上写“司命菩萨”或“灶君司命”或“九天东厨司命灶王府君”，也将其当做神像一样供奉。记得五十年代贴春联时，左邻右舍在灶上方贴有“灶君司命”红纸的，最为居多。当时上墙的灶公神像，是印刷品，有的只画灶公一人，有的则画有男女两人，女的被称为“灶妈”。
此外，当时的年历中有一种就印上灶公神像，神像旁书有“东厨司命主”或“东厨主宰”、“人间监察神”、“一家之主”等文字，用以表明灶公的身份、地位。祭灶公就是为灶神饯行。福清人祭灶公，不像外地人那样分廿三廿四两天分别“祭荤灶”“祭素灶”；但主旨一样，奉上鱼肉美酒，献上水果、灶糖，意在让灶神吃了这些甜美的食品后，在玉帝面前为这家人多说好话。灶神两旁贴上“上天言好事，下界保平安”或“调和鼎鼐神仙府，燮理阴阳宰相家”的对联，就表达了这家人期望灶公在玉帝前美言并保佑全家老小平安的意愿。祭灶公仪式因人而异，笔者儿时，五十年代是祖母当家，就相对隆重，祭时要放鞭炮，祭品中鸡鱼肉都有，果品也丰盛，祖母拈香跪拜，口中念念有词祈求全家平安健康，生活幸福；到了母亲手里，仪式就相对简约，摆上的祭品也简单，几乎没有放鞭炮的。
文革前后，祭灶公就完全省略了。值得一提的是，文革前后祭灶公也讲究革命化，有人把红纸上“灶君司命”四字换上“坚持革命”或“忆苦思甜”字样，旁边的对联则多改为“吃水不忘挖井人，幸福全靠毛泽东”或者“吃水不忘挖井人，幸福不忘共产党”。

## 宗教
福清市有佛教、道教、天主教、基督新教等宗教。1949年，该市有天主教信徒7,000多人，基督新教信徒2.3万人，文化大革命结束以后人数增加迅速，到2005年增加到天主教徒8万多人，基督新教信徒18万多人（居福建省第一位）。福清的基督教新教有6个教派，以卫理公会、圣公会、基督徒聚会处、真耶稣教会的规模较大，卫理公会曾经办有融美中学、惠乐生医院、龙田和新田医院，福华堂为福建省最大教堂之一。
福清市重點寺院萬福寺，又稱般若堂、萬福禪寺，位於福建省福清市漁溪鎮黃檗山上。漢傳佛教禪宗寺廟，為漢族地區佛教全國重點寺院之一，亦為日本黃檗宗祖庭。黃檗宗開山始祖是明末清初，赴日傳教的福清高僧隱元隆琦。

## 教育

### 高等院校
- 福建技术师范学院
- 闽江师范高等专科学校福清校区
- 福建农业职业技术学院相思岭校区

### 高级中学

#### 福建省一级达标高级中学
- 福建省福清第一中学[17]
- 福建省福清华侨中学
- 福建省福清第二中学
- 福建省福清第三中学

#### 福建省二级达标高级中学
- 福清融城中学
- 福建师范大学附属福清德旺中学（福清五中）
- 福清元洪高级中学

#### 福建省三级达标高级中学
- 福清虞阳中学（福清四中）
- 福清海口中学（福清六中）
- 福清东张中学（福清七中）
- 福清元载中学
- 福清康辉中学
- 福清龙西中学
- 福清三山中学（福清十一中）
- 福清宏路中学
- 福清洪宽中学
- 私立福清西山高级中学

#### 普通中学
- 福清港头中学
- 私立福清京师高级中学（原北京师范大学福清附属学校）

另外，福清华侨林文镜曾计划斥资3亿元人民币，建立福清大学。

## 经济
这里有中国大陸第一个侨资经济开发区：融侨经济开发区，也有中国第一个侨资工业区：元洪投资区，还有中国第一个侨资中小企业集中区——洪宽工业小区。
福清还有一个极具潜力的世界级良港：江阴港。江阴港三面环海，终年不冻，避风条件极好，自然条件优越。未来将建设成国际性的营运中心、洲际贸易中心和临海重工业基地。福清的知名企业中，最为著名的有福耀玻璃；全球最大显示器生产企业冠捷科技（AOC）。
2005年全市地区生产总值达331.53亿元（按全国第一次经济普查结果测算口径，预计全市生产总值达263.88亿元，以下括号内数字均为此口径），五年年均增长12.6%，高于“十五”计划确定的12%的目标；人均地区生产总值达27,175元（21,557元），年均增长12.2%。财政总收入由2000年的8.64亿元增长至23.22亿元，年均增长21.9%；其中地方财政收入由5.56亿元增长至15.42亿元，年均增长22.6%；财政总收入占地区生产总值的比重由4.32%提高至8.8%。三次产业结构优化为11.9:57.9:30.2（15:53.7:31.3）。综合经济实力继续保持全省三甲之列，县域经济基本竞争力位居全国百强第17位。 2006年全市实现生产总值296.87亿元，三年年均增长11.8%；财政总收入26.42亿元，其中地方财政收入16.82亿元，年均分别增长15.86%和17.9%；规模以上工业产值629.82亿元，三年将近翻了一番；经济总量稳居全省第二，县域经济基本竞争力保持全国百强前列，2006年同时入选全省综合经济实力十强和经济发展十佳县（市）。经济结构进一步优化。2007年国民经济量增质升。全市实现地区生产总值343.5亿元（预计数，下同），比增12.4%；工业总产值790.5亿元，比增17.5%，其中规模以上工业产值726.7亿元，比增18.1%；财政总收入和地方级财政收入分别达到35.37亿元和24.74亿元，比增33.9％和47.1%；县域经济基本竞争力排名由2006年的全国百强第28位上升至第21位。

## 語言
福清市内存在有三种方言：福清话、莆田话、泉漳话，其中以闽语闽东片福清话为主。福清话是使用在福建省东部沿海的一种闽东语，通行于福清市大部和平潭县，并随着移民流播到海外。福清话保留有不少中古乃至上古的汉字读音和词汇，被誉为古汉语的活化石，如锅叫作“鼎”。另外渔网的网叫作“孟”，则是来自古闽越语。福清话内部有一定差异，但学界均以福清城区的融城话作为福清话的代表。虽然福清话在听感上同福州市区同属闽语闽东片的福州话明显不同，但是两者在音韵、词汇以及文法等方面较为相似，基本能够互通。除了福清话以外，亦有少数居民为泉漳话使用者，如渔溪镇、上迳镇、音西街道、阳下街道、东张镇、镜洋镇、宏路街道等地均有部分村落使用泉漳话。此外，福清与莆田交界的新厝镇居民主要以莆仙话为母语。

## 资源与特产

### 古代
- 福清窑─历史上曾有中国古代瓷窑之福清窑

### 现代
福清境內耕地3.09萬公頃，有林地6.1萬公頃，林木蓄積量166.8萬立方米，毛竹116.5萬根，森林覆蓋率47％。可利用草場5,300公頃。水力資源理論蘊藏量2.41萬千瓦，可開發1.42萬千瓦。
- 礦藏有鐵（鐵礦）、含硫的黃鐵礦、銀、銅、錳、鈾、高岭土、泥炭、鋁土、石棉、石英、雲母、綠泥石、葉臘石、耐火粘土、瑩石、石墨和石灰岩等。
- 野生动物有猴、貉、麂、山猪、山兔、马鲛鱼、真鲷、鳗鱼、缢蛏、花蛤、文蛤等。
- 药用植物有益母草、艾、川芎、贝母、生地、车前草、射干、天门冬、桔梗、白花蛇舌草、龙舌兰等30多种。
- 土特产主要有软木雕。
- 特产美食有渔溪龙眼、渔溪番鸭、渔溪垄底琵琶、港头焖面、福清光饼、渔溪魚丸、滑粉肉（本地人称牛肉粉）、太四枇杷、龙田番薯丸、新厝米粉仔、蜜饯、『酒奶』、『锅边』、『芋牵』、『草冻』、『蛏粉』、渔溪青苔煎饼、渔溪麦煎饼。

### 能源
- 中核集团福建福清核电有限公司─2006年5月16日成立，由中国核工业集团公司和中国华电集团公司福建发电有限公司共同出资组建。[19]

福清核电厂位于福清市三山镇前薛村岐尾山前沿，为装机容量为6台百万千瓦级压水堆核电机组。一期工程建设2台百万千瓦级压水堆核电机组，总投资约267.7亿元。第一台机组于2008年11月21日浇筑第一罐砼（正式开工），计划于2013年5月投入商业运行，第二台机组计划于2014年5月投入商业运行。
- 国电福州江阴电厂─成立于2004年4月8日，由中国国电集团公司、福建和盛集团有限公司、福建省煤炭工业（集团）有限责任公司共同出资成立，是中国国电集团控股的大型火力发电企业。

一期工程2007年10月14日已经完工并投产，二期工程正在规划中。
- 华电（福清）风力发电有限公司 福建福清牛头尾风电工程系中国华电集团公司在福建省投资的第一个风电项目。风电场位于福清市东南部沙埔镇牛头尾，距福清市46公里，距福建首府福州市120公里，交通便利。风电场场区内风能资源丰富、风能品质好，开发条件优越。

- 中闽（福清）风电有限公司 2009年6月27日，福建省重点项目——福清嘉儒风电场成功带电启动并投入运行，这是福清地区第一座采用风力发电的发电场。福清嘉儒风电场位于福清市三山镇嘉儒村、良棋村、北陈村、安前村、泽朗村之间的沿海区域，为中闽（福清）风电有限公司独资兴建并经营管理。电场110千伏系统采用单母线、单主变接线，全场共安装24台风力发电机组，总装机容量为 48 兆瓦，年发电量约1.2亿千瓦时。 该风电场利用可再生风能资源发电，属于清洁能源发电项目，可实现温室气体减排。按照该项目装机容量和年发电量估算，该风电场每年可减排二氧化碳约10万吨。同时，在当前资源紧张的环境下，嘉儒风电场的成功送电，还优化了福州电网的电源结构，对满足福清市的用电需求发挥积极作用。

- 龙源雄亚（福清）风力发电有限公司福清市高山镇玉山风电场

## 生态与环境

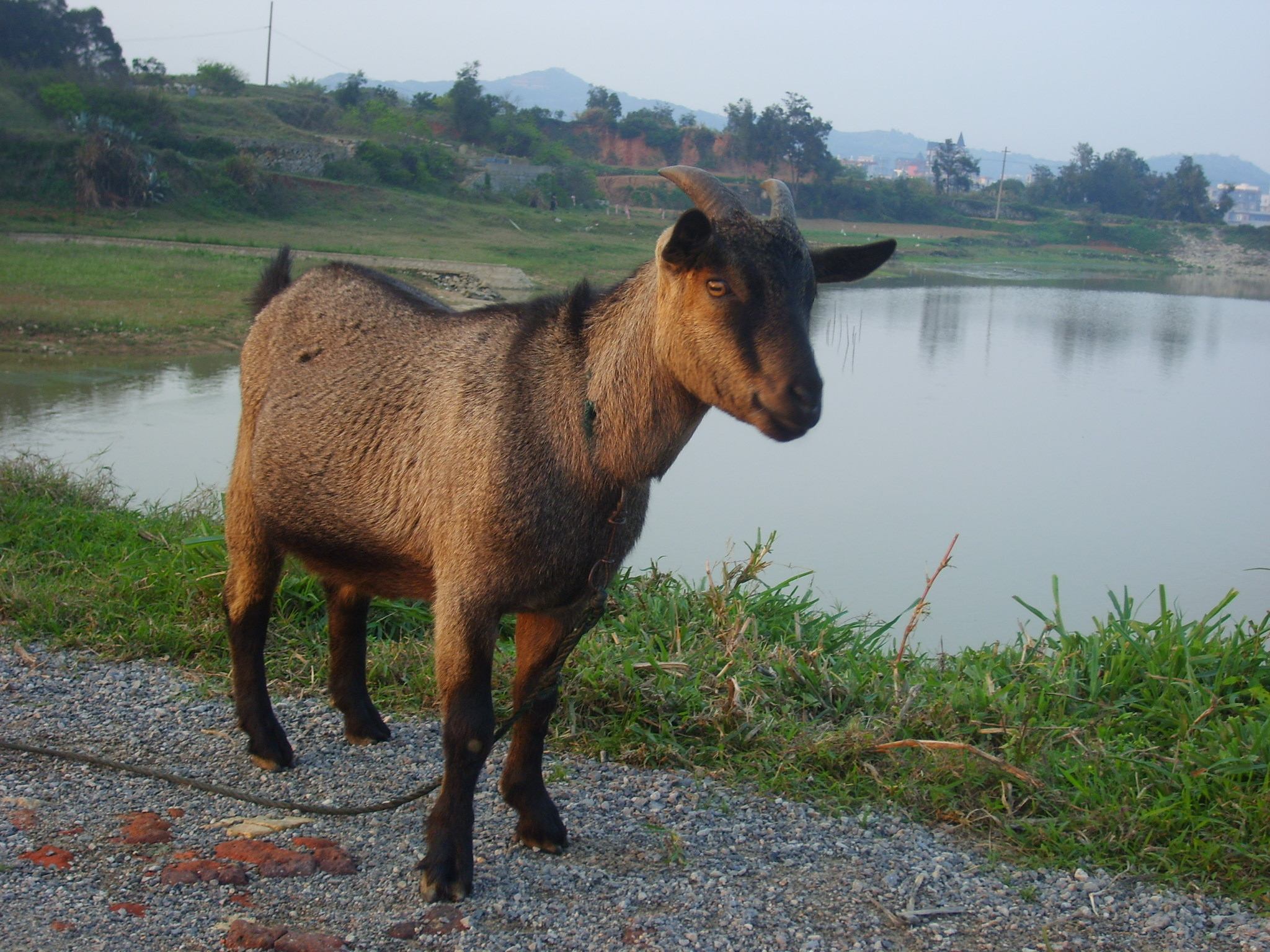
福清山羊

福清湾湿地是水禽重要的越冬地和迁徙歇地，对研究掌握有关湿地与各种鸟禽的关系起着重要的作用。范围包括三山镇的鸬鹚屿、海口农场、龙江出海口、东阁华侨农场、东壁岛、八尺岛等滩涂湿地。福清湾湿地已经被国家重要湿地名录所收录。
目前已观测到国际濒危物种的国家一级保护动物中华秋沙鸭，世界濒危鸟类、国家二级保护鸟类黑脸琵鹭，濒危物种黑嘴鸥以及斑嘴鸭、绿头鸭、针尾鸭、红嘴鸥、黑瀑冰鹭等其他大量珍稀鸟类，是候鸟的越冬天堂。据统计，鸟群最多时达两万多只。
2004年冬季，在福建福清海湾湿地，观鸟爱好者发现有60只左右全球濒危物种的黑脸琵鹭停留越冬，长达5个月。黑脸琵鹭生性好静，惊怕外界骚扰。这种鸟类能选择福清湾湿地越冬，表明该湿地生态系统仍保护得很好，环境调节功能较强，具有巨大的资源潜力。
福清兴化湾有一块以秋茄为主的红树林，该地区常有白鹭栖居，同时海口镇一带的龙江入海口也分布有大片滩涂，滩涂上有多种弹涂鱼、招潮蟹，并生长有南方碱蓬和少量红树植物，还是多种鱼类幼体的栖居场所。
福清也是重要的红树林植物海榄雌天然分布的最北界。
近年福清市经济发展较快，同时也对环境造成相当的压力。其中，境内主要河流龙江的污染情况最为严重。龙江经过洪宽工业区后开始恶化，工业区内工厂存在将废水排放到龙江的现象。龙江下游穿过市区直到入海口之生态环境急剧恶化，并对福清湾内海产养殖构成重大威胁。
目前，由于在市区的龙江底埋了一条单独用于排污的管道，所以市区内的龙江水质已得到一定改善，但治标不治本，排污管道之后的区域与入海口的污染依然存在。
同时，福清也遭到了一定程度的外来物种入侵的威胁，例如龙江河段里常分布有大量罗非鱼；水花生，马缨丹，流浪猫等物种更是屡见不鲜。

## 友好城市

### 国际友好城市
| 编号 | 国家       | 城市   | 缔约日     |
| ---- | ---------- | ------ | ---------- |
| 1    | 印度尼西亚 | 玛琅市 | 2018.03.30 |

### 国内友好城市
| 编号 | 省份     | 城市   | 缔约日     |
| 1    | 江西省   | 瑞昌市 | 2002.05.22 |
| 2    | 辽宁省   | 新民市 |            |
| 3    | 湖北省   | 洪湖市 | 2007.04.25 |
| 4    | 安徽省   | 巢湖市 |            |
| 5    | 黑龙江省 | 海伦市 | 2012.08.31 |
| 6    | 贵州省   | 毕节市 |            |

## 风景名胜
- 全国重点文物保护单位：瑞岩弥勒造像
- 福建省文物保护单位：龙江桥、瑞云塔、黄阁重纶坊、天宝陂、东关寨、福清少林院遗址
- 石竹山
- 黄檗山风景区：位于渔溪镇梧瑞村西北，海拔900多米，景区面积23平方公里.主要景点有五岭（马鞍岭、铁灶岭、吉祥岭、宫后岭、绛节岭）、七石（三台石、飞来石、钓台石、屏石、鼓石、盘陀石、界石）、十五峰（大帽峰、小帽峰、狮子峰、佛座峰、报雨峰、紫薇峰、香炉峰、罗汉峰、钵盂峰、天柱峰、五云峰、吉祥峰、屏障峰、宝峰峰、绛节峰）。
- 灵石山国家森林公园
- 瑞岩寺
- 东壁岛 位于龙田镇东部，全岛约2.6平方公里，南北长东西窄。
- 天生林艺实验基地

- 瑞云塔
- 瑞岩弥勒造像
- 瑞岩寺
- 黄阁重纶坊
- 龙江桥

## 參看
- 南少林
- 福州十邑
- 福州民系
- 闽都文化
- 閩語
- 福清話
- 福清核电站